# مسجد السلطان أحمد شاه
مسجد السلطان أحمد شاه هو أكبر مسجد في ولاية فهغ، المسجد يقع في قلب مدينة كوانتان، وهو قادر على استيعاب ما مجموعه 8000 مصلي في وقت واحد .

## العمارة
مسجد السلطان أحمد شاه يحتوي على أربعة مآذن مصنوعة من الرخام تتألق عندما تتعرض لكثير من الضوء، وعلاوة على ذلك للمسجد مزيج من الومضات البيضاء الموجودة في الماذن الأربعة والقبة والتي تشاهد مع الأضواء الملونة على واجهة المسجد، بني المسجد من قبل السلطان أحمد شاه، وعليه سمي المسجد باسمه.

## الاسم
أخذ الاسم اسم مسجد سلطان أحمد شا نسبة للسلطان أحمد شا الذي كان أول حاكم لولاية فهغ بعد هزيمة أمين الصندوق وأن مطهر وقت متأخر من العام 1890 .

## المشاكل
بعد اكتمال بناء مسجد السلطان أحمد شاه، واجه المسجد العديد من المشاكل التي كانت تتعلق بتسرب السقوف، ولكن تم معالجتها على الفور .

## وصلات خارجية
- البوم صور مسجد السلطان أحمد شاه